# Air Mail
Air Mail is een Amerikaanse avonturenfilm uit 1932 onder regie van John Ford. De film werd destijds in Nederland uitgebracht onder de titel De luchtpost.

## Verhaal
Mike Miller is de commandant van een basis in de woestijn die wordt gebruikt voor postbezorging. Zijn piloten riskeren hun levensgevaar om de luchtpost te bezorgen. Een van zijn beste piloten is de roekeloze Duke Talbot, die er op een dag vandoor gaat met zijn geliefde. Als Miller neerstort in een afgelegen gebied, kan alleen Talbot hem nog redden.

## Rolverdeling
| Acteur           | Personage      |
| ---------------- | -------------- |
| Ralph Bellamy    | Mike Miller    |
| Gloria Stuart    | Ruth Barnes    |
| Pat O'Brien      | Duke Talbot    |
| Slim Summerville | Slim McCune    |
| Lilian Bond      | Irene Wilkins  |
| Russell Hopton   | Dizzy Wilkins  |
| David Landau     | Pop            |
| Leslie Fenton    | Tony Dressel   |
| Frank Albertson  | Tommy Bogan    |
| Hans Fuerberg    | Heinie Kramer  |
| Thomas Carrigan  | Sleepy Collins |
| William Daly     | Tex Lane       |